# Episodi di Easy (terza stagione)
| nº | Titolo originale       | Titolo italiano         | Pubblicazione originale | Pubblicazione italia |
| -- | ---------------------- | ----------------------- | ----------------------- | -------------------- |
| 1  | Swipe Right            | Scorri a destra         | 10 maggio 2019          | 10 maggio 2019       |
| 2  | Private Eyes           | Investigatore privato   | 10 maggio 2019          | 10 maggio 2019       |
| 3  | Spontaneous Combustion | Combustione spontanea   | 10 maggio 2019          | 10 maggio 2019       |
| 4  | Yes                    | Sì                      | 10 maggio 2019          | 10 maggio 2019       |
| 5  | Swipe Lef              | Scorri a sinistra       | 10 maggio 2019          | 10 maggio 2019       |
| 6  | Blank Pages            | Pagine bianche          | 10 maggio 2019          | 10 maggio 2019       |
| 7  | Number One Seller      | Il venditore numero uno | 10 maggio 2019          | 10 maggio 2019       |
| 8  | Low Rolling Boil       | Lenta ebollizione       | 10 maggio 2019          | 10 maggio 2019       |
| 9  | She's Back             | È Tornata               | 10 maggio 2019          | 10 maggio 2019       |